# Farm on the Freeway
Farm on the Freeway è un singolo del 1987 dei Jethro Tull, presente nell'album Crest of a Knave, composta da Ian Anderson.
Si tratta di uno dei pezzi che ha contribuito a far vincere ai Jethro Tull il Grammy come miglior prodotto hard rock/heavy metal dell'anno (1989).
Caratterizzato da un ritmo lento ma trascinante, il testo del pezzo parla delle conseguenze negative del progresso economico. Lo stesso titolo suggerisce questo, farm on the freeway significa infatti letteralmente fattoria sull'autostrada.
Il progresso a tutti i costi può essere un grande vantaggio per multinazionali e grandi industrie, ma può portare perdita di identità e alienazione alle persone che vivono da sempre nei posti ora invasi dal progresso: nella fattispecie il responsabile della fattoria, che è anche il narratore, si vede costruire autostrade su autostrade intorno al suo habitat. Il testo è composto da tre parti, ciascuna delle quali si conclude con una frase che, prese singolarmente, illustrano il continuo cambio della situazione, di male in peggio. Inizialmente dice: "I left my farm on the freeway" ("Ho lasciato la mia fattoria sull'autostrada"), successivamente: "Looks like my farm is a freeway" ("Sembra che la mia fattoria sia un'autostrada") e infine, quasi rassegnato: "When I left my farm under the freeway" ("Quando ho lasciato la mia fattoria sotto l'autostrada"), quindi sommerso dal progresso.
Ian Anderson è sempre stato molto sensibile ai problemi legati all'ambiente, così come aveva dimostrato negli album Songs from the Wood e Stormwatch. In questo caso ha però voluto analizzare il problema dal punto di vista della gente.